# Euphorbia strigosa
Euphorbia strigosa là một loài thực vật có hoa trong họ Đại kích. Loài này được Hook. & Arn. mô tả khoa học đầu tiên năm 1838.